# Hans Buob
Hans Buob SAC (* 1934) ist ein deutscher Ordenspriester und Exerzitienmeister. Er gehört der Ordensgemeinschaft der Pallottiner an.

## Leben
Hans Buob wuchs in Zimmern ob Rottweil auf und trat 1955 in das Noviziat der Pallottiner in Untermerzbach ein. 1961 empfing er die Priesterweihe. Ab 1963 war er Kaplan in Augsburg in der Pfarrgemeinde Zwölf-Apostel. Anschließend wirkte er bis 1980 als Novizenmeister in Untermerzbach in der Nähe von Bamberg. Ab 1980 war er als Exerzitienleiter in Stuttgart und von 1984 bis 1990 im katholischen Evangelisationszentrum in Maihingen tätig.
Seit 1990 ist er der Leiter des Exerzitienhauses St. Ulrich Hochaltingen. Er leitete auch das ehemalige Jugendhaus St. Bernhard in Schwäbisch Gmünd. Er hat langjährige Erfahrung als Exorzist.
Wöchentlich wird seine Schriftbetrachtung zum Sonntag von K-TV übertragen. Katechesen und Interviews mit Buob wurden auch auf anderen christlichen Spartensendern wie EWTN, Radio Horeb oder Radio Maria ausgestrahlt. Er hat zahlreiche Broschüren und Texte über christliche Themen verfasst, die teils auch in Buchform veröffentlicht werden.

## Schriften (Auswahl)
- Maria im Heilsplan Gottes, Unio-Verlag, Fremdingen, 2000, ISBN 978-3900891206
- Die Barmherzigkeit Gottes und der Menschen – Heilmittel für Leib uns Seele ... nach dem Tagebuch der Schwester Faustyna, Unio Verlag, Fremdingen 2007, ISBN 978-3-935189-26-2
- Die Geheime Offenbarung – Eine Auslegung der Geheimen Offenbarung des heiligen Johannes. Ihre Aktualität für uns und für unsere Zeit. Unio-Verlag, Fremdingen 2009, ISBN 978-3935189293
- Biblische Predigten zu den Sonntagsevangelien – Lesejahr C, Unio-Verlag, Fremdingen 2009, ISBN 978-3935189323
- Biblische Predigten zu den Sonntagsevangelien – Lesejahr A, Unio-Verlag, Fremdingen 2010, ISBN 978-3935189330
- Biblische Predigten zu den Sonntagsevangelien – Lesejahr B, Unio-Verlag, Fremdingen 2011, ISBN 978-3935189347